# Europees kampioenschap voetbal mannen onder 19 - 2014 (kwalificatie)
De kwalificatie voor het Europees kampioenschap voetbal voor mannen onder 19 jaar van 2014 werd gespeeld tussen 6 september en 10 juni 2014. Er zouden in totaal 52 landen kwalificeren voor het eindtoernooi dat in juli 2014 heeft plaatsgevonden in Hongarije. Spelers die geboren zijn na 1 januari 1995 mochten deelnemen. Hongarije hoefde geen kwalificatiewedstrijden te spelen, dit land was als gastland automatisch gekwalificeerd. In totaal deden er 53 landen van de UEFA mee.

## Gekwalificeerde landen
| # | Land       | Gekwalificeerd als          | Beste prestatie       |
| - | ---------- | --------------------------- | --------------------- |
| 1 | Hongarije  | Gastland                    | Halve finale (2008)   |
| 2 | Oekraïne   | Eliteronde: Winnaar groep 1 | Kampioen (2009)       |
| 3 | Bulgarije  | Eliteronde: Winnaar groep 2 | Groepsfase (2008)     |
| 4 | Israël     | Eliteronde: Winnaar groep 3 | Debuut                |
| 5 | Servië     | Eliteronde: Winnaar groep 4 | Kampioen (2013)       |
| 6 | Duitsland  | Eliteronde: Winnaar groep 5 | Kampioen (2008)       |
| 7 | Oostenrijk | Eliteronde: Winnaar groep 6 | Tweede (2003 en 2006) |
| 8 | Portugal   | Eliteronde: Winnaar groep 7 | Tweede (2003)         |

## Loting kwalificatieronde
Bij de loting voor de kwalificatieronde werden de 52 deelnemende landen verdeeld in twee potten. Daarbij werd rekening gehouden met de coëfficiëntenranking. Voor die ranking telden de resultaten van de 3 vorige toernooien mee (2010, 2011 en 2012). Om politieke redenen mochten Armenië en Azerbeidzjan en Georgië en Rusland niet tegen elkaar loten. Spanje was automatisch gekwalificeerd voor de eliteronde, omdat dit land bovenaan de ranking stond.
| Pot A | Pot B |
| --- | --- |
| - Frankrijk - Engeland - Griekenland - Portugal - Servië - Kroatië - Nederland - Italië - Turkije - België - Ierland - Duitsland - Oekraïne - Tsjechië - Noorwegen - Denemarken - Oostenrijk - Roemenië - Zwitserland - Slowakije - Schotland - Rusland - Polen - Georgië - Bosnië en Herzegovina - Montenegro | - Azerbeidzjan - Noord-Ierland - Israël - Wales - Letland - Estland - Slovenië - Finland - IJsland - Armenië - Albanië - Wit-Rusland - Bulgarije - Noord-Macedonië - Moldavië - Cyprus - Faeröer - Litouwen - Zweden - Kazachstan - Luxemburg - Malta - Andorra - San Marino - Liechtenstein - Gibraltar |

## Kwalificatieronde

### Groep 1
De wedstrijden werden gespeeld tussen 17 oktober en 22 oktober in Tsjechië.
| Pos | Team      | Wed | W | G | V | Ptn | DV | DT | +/− | Kwalificatie              |   | CZE | CYP | CRO | GIB |
| --- | --------- | --- | - | - | - | --- | -- | -- | --- | ------------------------- | - | --- | --- | --- | --- |
| 1   | Tsjechië  | 3   | 3 | 0 | 0 | 9   | 10 | 1  | +9  | Geplaatst voor eliteronde |   | —   | 4–1 | 3–0 | 3–0 |
| 2   | Cyprus    | 3   | 1 | 1 | 1 | 4   | 10 | 6  | +4  | Geplaatst voor eliteronde |   | —   | —   | 2–2 | 7–0 |
| 3   | Kroatië   | 3   | 1 | 1 | 1 | 4   | 9  | 5  | +4  |                           |   | —   | —   | —   | 7–0 |
| 4   | Gibraltar | 3   | 0 | 0 | 3 | 0   | 0  | 17 | −17 |                           | — | —   | —   | —   |     |

### Groep 2
De wedstrijden werden gespeeld tussen 10 oktober en 15 oktober in Polen.
| Pos | Team     | Wed | W | G | V | Ptn | DV | DT | +/− | Kwalificatie              |   | ROM | LTU | ARM | POL |
| --- | -------- | --- | - | - | - | --- | -- | -- | --- | ------------------------- | - | --- | --- | --- | --- |
| 1   | Roemenië | 3   | 1 | 2 | 0 | 5   | 3  | 2  | +1  | Geplaatst voor eliteronde |   | —   | 1–0 | 1–1 | 1–1 |
| 2   | Litouwen | 3   | 1 | 1 | 1 | 4   | 2  | 2  | 0   | Geplaatst voor eliteronde |   | —   | —   | 1–0 | 1–1 |
| 3   | Armenië  | 3   | 1 | 1 | 1 | 4   | 2  | 2  | 0   |                           |   | —   | —   | —   | 1–0 |
| 4   | Polen    | 3   | 0 | 2 | 1 | 2   | 2  | 3  | −1  |                           | — | —   | —   | —   |     |

### Groep 3
De wedstrijden werden gespeeld tussen 10 oktober en 15 oktober in Zweden.
| Pos | Team                  | Wed | W | G | V | Ptn | DV | DT | +/− | Kwalificatie              |   | IRL | SWE | BIH | AZE |
| --- | --------------------- | --- | - | - | - | --- | -- | -- | --- | ------------------------- | - | --- | --- | --- | --- |
| 1   | Ierland               | 3   | 2 | 1 | 0 | 7   | 4  | 1  | +3  | Geplaatst voor eliteronde |   | —   | 1–0 | 1–1 | 2–0 |
| 2   | Zweden                | 3   | 2 | 0 | 1 | 6   | 9  | 3  | +6  | Geplaatst voor eliteronde |   | —   | —   | 4–1 | 5–1 |
| 3   | Bosnië en Herzegovina | 3   | 0 | 2 | 1 | 2   | 2  | 5  | −3  |                           |   | —   | —   | —   | 0–0 |
| 4   | Azerbeidzjan          | 3   | 0 | 1 | 2 | 1   | 1  | 7  | −6  |                           | — | —   | —   | —   |     |

### Groep 4
De wedstrijden werden gespeeld tussen 10 oktober en 15 oktober in België.
| Pos | Team          | Wed | W | G | V | Ptn | DV | DT | +/− | Kwalificatie              |   | BEL | ISL | FRA | NIR |
| --- | ------------- | --- | - | - | - | --- | -- | -- | --- | ------------------------- | - | --- | --- | --- | --- |
| 1   | België        | 3   | 2 | 1 | 0 | 7   | 6  | 2  | +4  | Geplaatst voor eliteronde |   | —   | 2–0 | 2–2 | 2–0 |
| 2   | IJsland       | 3   | 1 | 1 | 1 | 4   | 3  | 4  | −1  | Geplaatst voor eliteronde |   | —   | —   | 2–2 | 1–0 |
| 3   | Frankrijk     | 3   | 0 | 3 | 0 | 3   | 5  | 5  | 0   |                           |   | —   | —   | —   | 1–1 |
| 4   | Noord-Ierland | 3   | 0 | 1 | 2 | 1   | 1  | 4  | −3  |                           | — | —   | —   | —   |     |

### Groep 5
De wedstrijden werden gespeeld tussen 10 oktober en 15 oktober in Wit-Rusland.
| Pos | Team        | Wed | W | G | V | Ptn | DV | DT | +/− | Kwalificatie              |   | GER | SCO | LAT | BLR |
| --- | ----------- | --- | - | - | - | --- | -- | -- | --- | ------------------------- | - | --- | --- | --- | --- |
| 1   | Duitsland   | 3   | 2 | 1 | 0 | 7   | 8  | 2  | +6  | Geplaatst voor eliteronde |   | —   | 1–1 | 5–0 | 2–1 |
| 2   | Schotland   | 3   | 1 | 2 | 0 | 5   | 3  | 2  | +1  | Geplaatst voor eliteronde |   | —   | —   | 1–1 | 1–0 |
| 3   | Letland     | 3   | 1 | 1 | 1 | 4   | 3  | 7  | −4  |                           |   | —   | —   | —   | 2–1 |
| 4   | Wit-Rusland | 3   | 0 | 0 | 3 | 0   | 2  | 5  | −3  |                           | — | —   | —   | —   |     |

### Groep 6
De wedstrijden werden gespeeld tussen 12 november en 17 november in Bulgarije.
| Pos | Team        | Wed | W | G | V | Ptn | DV | DT | +/− | Kwalificatie              |   | GRE | BUL | SVK | ALB |
| --- | ----------- | --- | - | - | - | --- | -- | -- | --- | ------------------------- | - | --- | --- | --- | --- |
| 1   | Griekenland | 3   | 1 | 2 | 0 | 5   | 5  | 4  | +1  | Geplaatst voor eliteronde |   | —   | 1–1 | 3–3 | 1–0 |
| 2   | Bulgarije   | 3   | 1 | 2 | 0 | 5   | 4  | 3  | +1  | Geplaatst voor eliteronde |   | —   | —   | 2–1 | 1–1 |
| 3   | Slowakije   | 3   | 0 | 2 | 1 | 2   | 5  | 6  | −1  |                           |   | —   | —   | —   | 1–1 |
| 4   | Albanië     | 3   | 0 | 2 | 1 | 2   | 2  | 3  | −1  |                           | — | —   | —   | —   |     |

### Groep 7
De wedstrijden werden gespeeld tussen 13 november en 18 november in Servië.
| Pos | Team       | Wed | W | G | V | Ptn | DV | DT | +/− | Kwalificatie              |   | SRB | AUT | KAZ | FIN |
| --- | ---------- | --- | - | - | - | --- | -- | -- | --- | ------------------------- | - | --- | --- | --- | --- |
| 1   | Servië     | 3   | 3 | 0 | 0 | 9   | 5  | 0  | +5  | Geplaatst voor eliteronde |   | —   | 1–0 | 3–0 | 1–0 |
| 2   | Oostenrijk | 3   | 2 | 0 | 1 | 6   | 9  | 2  | +7  | Geplaatst voor eliteronde |   | —   | —   | 3–1 | 6–0 |
| 3   | Kazachstan | 3   | 0 | 1 | 2 | 1   | 1  | 6  | −5  |                           |   | —   | —   | —   | 0–0 |
| 4   | Finland    | 3   | 0 | 1 | 2 | 1   | 0  | 7  | −7  |                           | — | —   | —   | —   |     |

### Groep 8
De wedstrijden werden gespeeld tussen 14 november en 19 november in Portugal.
| Pos | Team       | Wed | W | G | V | Ptn | DV | DT | +/− | Kwalificatie              |   | POR | NOR | LUX | SMR |
| --- | ---------- | --- | - | - | - | --- | -- | -- | --- | ------------------------- | - | --- | --- | --- | --- |
| 1   | Portugal   | 3   | 3 | 0 | 0 | 9   | 12 | 2  | +10 | Geplaatst voor eliteronde |   | —   | 3–2 | 3–0 | 6–0 |
| 2   | Noorwegen  | 3   | 2 | 0 | 1 | 6   | 9  | 4  | +5  | Geplaatst voor eliteronde |   | —   | —   | 5–1 | 2–0 |
| 3   | Luxemburg  | 3   | 1 | 0 | 2 | 3   | 5  | 8  | −3  |                           |   | —   | —   | —   | 4–0 |
| 4   | San Marino | 3   | 0 | 0 | 3 | 0   | 0  | 12 | −12 |                           | — | —   | —   | —   |     |

### Groep 9
De wedstrijden werden gespeeld tussen 10 oktober en 15 oktober in Slovenië.
| Pos | Team        | Wed | W | G | V | Ptn | DV | DT | +/− | Kwalificatie              |   | ENG | SUI | SLO | AND |
| --- | ----------- | --- | - | - | - | --- | -- | -- | --- | ------------------------- | - | --- | --- | --- | --- |
| 1   | Engeland    | 3   | 2 | 1 | 0 | 7   | 9  | 1  | +8  | Geplaatst voor eliteronde |   | —   | 1–0 | 1–1 | 7–0 |
| 2   | Zwitserland | 3   | 2 | 0 | 1 | 6   | 7  | 2  | +5  | Geplaatst voor eliteronde |   | —   | —   | 3–1 | 4–0 |
| 3   | Slovenië    | 3   | 1 | 1 | 1 | 4   | 9  | 4  | +5  |                           |   | —   | —   | —   | 7–0 |
| 4   | Andorra     | 3   | 0 | 0 | 3 | 0   | 0  | 18 | −18 |                           | — | —   | —   | —   |     |

### Groep 10
De wedstrijden werden gespeeld tussen 8 oktober en 13 oktober in Israël.
| Pos | Team          | Wed | W | G | V | Ptn | DV | DT | +/− | Kwalificatie              |  | DEN | ISR | ITA | LIE |
| --- | ------------- | --- | - | - | - | --- | -- | -- | --- | ------------------------- |  | --- | --- | --- | --- |
| 1   | Denemarken    | 3   | 2 | 0 | 1 | 6   | 5  | 3  | +2  | Geplaatst voor eliteronde |  | —   | 3–1 | 0–2 | 2–0 |
| 2   | Israël        | 3   | 2 | 0 | 1 | 6   | 12 | 3  | +9  | Geplaatst voor eliteronde |  | —   | —   | 2–0 | 9–0 |
| 3   | Italië        | 3   | 2 | 0 | 1 | 6   | 7  | 2  | +5  | Geplaatst voor eliteronde |  | —   | —   | —   | 5–0 |
| 4   | Liechtenstein | 3   | 0 | 0 | 3 | 0   | 0  | 16 | −16 |                           |  | —   | —   | —   | —   |

### Groep 11
De wedstrijden werden gespeeld tussen 13 november en 18 november in Georgië.
| Pos | Team      | Wed | W | G | V | Ptn | DV | DT | +/− | Kwalificatie              |   | GEO | WAL | NED | MDV |
| --- | --------- | --- | - | - | - | --- | -- | -- | --- | ------------------------- | - | --- | --- | --- | --- |
| 1   | Georgië   | 3   | 3 | 0 | 0 | 9   | 9  | 2  | +7  | Geplaatst voor eliteronde |   | —   | 5–1 | 2–1 | 2–0 |
| 2   | Wales     | 3   | 1 | 1 | 1 | 4   | 7  | 5  | +2  | Geplaatst voor eliteronde |   | —   | —   | 0–0 | 6–0 |
| 3   | Nederland | 3   | 1 | 1 | 1 | 4   | 4  | 2  | +2  |                           |   | —   | —   | —   | 3–0 |
| 4   | Moldavië  | 3   | 0 | 0 | 3 | 0   | 0  | 11 | −11 |                           | — | —   | —   | —   |     |

### Groep 12
De wedstrijden werden gespeeld tussen 6 september en 11 september in Macedonië.
| Pos | Team            | Wed | W | G | V | Ptn | DV | DT | +/− | Kwalificatie              |   | TUR | MNE | MKD | FAR |
| --- | --------------- | --- | - | - | - | --- | -- | -- | --- | ------------------------- | - | --- | --- | --- | --- |
| 1   | Turkije         | 3   | 2 | 0 | 1 | 6   | 7  | 3  | +4  | Geplaatst voor eliteronde |   | —   | 1–2 | 4–1 | 2–0 |
| 2   | Montenegro      | 3   | 2 | 0 | 1 | 6   | 8  | 3  | +5  | Geplaatst voor eliteronde |   | —   | —   | 1–2 | 5–0 |
| 3   | Noord-Macedonië | 3   | 2 | 0 | 1 | 6   | 8  | 5  | +3  |                           |   | —   | —   | —   | 5–0 |
| 4   | Faeröer         | 3   | 0 | 0 | 3 | 0   | 0  | 12 | −12 |                           | — | —   | —   | —   |     |

### Groep 13
De wedstrijden werden gespeeld tussen 10 oktober en 15 oktober in Rusland.
| Pos | Team     | Wed | W | G | V | Ptn | DV | DT | +/− | Kwalificatie              |   | RUS | UKR | EST | MLT |
| --- | -------- | --- | - | - | - | --- | -- | -- | --- | ------------------------- | - | --- | --- | --- | --- |
| 1   | Rusland  | 3   | 2 | 1 | 0 | 7   | 10 | 2  | +8  | Geplaatst voor eliteronde |   | —   | 1–1 | 5–1 | 4–0 |
| 2   | Oekraïne | 3   | 2 | 1 | 0 | 7   | 8  | 2  | +6  | Geplaatst voor eliteronde |   | —   | —   | 3–1 | 4–0 |
| 3   | Estland  | 3   | 0 | 1 | 2 | 1   | 4  | 10 | −6  |                           |   | —   | —   | —   | 2–2 |
| 4   | Malta    | 3   | 0 | 1 | 2 | 1   | 2  | 10 | −8  |                           | — | —   | —   | —   |     |

### Rangschikking derde plekken
Een van de landen die derde eindigden in de kwalificatieronde mocht deelnemen aan de eliteronde. Daarbij werd een rangschikking gemaakt om te bepalen om welk land dit ging. Als eerste werd gekeken naar het totaal aantal punten dat het land had verdiend in de kwalificatieronde. De resultaten tegen het land dat als vierde eindigde in de poule telde hierbij niet mee.
| Grp | Team                  | Wed | W | G | V | Ptn | DV | DT | +/− | Kwalificatie              |
| --- | --------------------- | --- | - | - | - | --- | -- | -- | --- | ------------------------- |
| 10  | Italië                | 2   | 1 | 0 | 1 | 3   | 2  | 2  | 0   | Geplaatst voor eliteronde |
| 12  | Noord-Macedonië       | 2   | 1 | 0 | 1 | 3   | 3  | 5  | −2  |                           |
| 4   | Frankrijk             | 2   | 0 | 2 | 0 | 2   | 4  | 4  | 0   |                           |
| 6   | Slowakije             | 2   | 0 | 1 | 1 | 1   | 4  | 5  | −1  |                           |
| 2   | Armenië               | 2   | 0 | 1 | 1 | 1   | 1  | 2  | −1  |                           |
| 11  | Nederland             | 2   | 0 | 1 | 1 | 1   | 1  | 2  | −1  |                           |
| 9   | Slovenië              | 2   | 0 | 1 | 1 | 1   | 2  | 4  | −2  |                           |
| 3   | Bosnië en Herzegovina | 2   | 0 | 1 | 1 | 1   | 2  | 5  | −3  |                           |
| 1   | Kroatië               | 2   | 0 | 1 | 1 | 1   | 2  | 5  | −3  |                           |
| 5   | Letland               | 2   | 0 | 1 | 1 | 1   | 1  | 6  | −5  |                           |
| 7   | Kazachstan            | 2   | 0 | 0 | 2 | 0   | 1  | 6  | −5  |                           |
| 13  | Estland               | 2   | 0 | 0 | 2 | 0   | 2  | 8  | −6  |                           |
| 8   | Luxemburg             | 2   | 0 | 0 | 2 | 0   | 1  | 8  | −7  |                           |

## Loting eliteronde
De loting voor de eliteronde werd gehouden op 28 november 2013 in het UEFA-hoofdkantoor in Nyon, Zwitserland. Bij de loting werden 28 deelnemende landen verdeeld in vier potten. Bij de verdeling werd rekening gehouden met de resultaten in de kwalificatieronde. De landen werden verdeeld over zeven poules.
| Pot A                                                    | Pot B                                                      | Pot C                                                                  | Pot D                                                      |
| -------------------------------------------------------- | ---------------------------------------------------------- | ---------------------------------------------------------------------- | ---------------------------------------------------------- |
| Spanje Portugal Tsjechië Georgië Servië Rusland Engeland | Duitsland Oekraïne België Ierland Israël Oostenrijk Zweden | Noorwegen Montenegro Zwitserland Italië Turkije Denemarken Griekenland | Bulgarije Schotland Roemenië Cyprus Wales Litouwen IJsland |

## Eliteronde

### Groep 1
De wedstrijden werden gespeeld tussen 24 mei en 29 mei in Engeland.
| Pos | Team       | Wed | W | G | V | Ptn | DV | DT | +/− | Kwalificatie                     |   | UKR | ENG | MNE | SCO |
| --- | ---------- | --- | - | - | - | --- | -- | -- | --- | -------------------------------- | - | --- | --- | --- | --- |
| 1   | Oekraïne   | 3   | 2 | 1 | 0 | 7   | 5  | 0  | +5  | Geplaatst voor het hoofdtoernooi |   | —   | 1–0 | 4–0 | 0–0 |
| 2   | Engeland   | 3   | 2 | 0 | 1 | 6   | 8  | 2  | +6  |                                  |   | —   | —   | 6–0 | 2–1 |
| 3   | Montenegro | 3   | 1 | 0 | 2 | 3   | 1  | 10 | −9  |                                  | — | —   | —   | 1–0 |     |
| 4   | Schotland  | 3   | 0 | 1 | 2 | 1   | 1  | 3  | −2  |                                  | — | —   | —   | —   |     |

### Groep 2
De wedstrijden werden gespeeld tussen 24 mei en 29 mei in Bulgarije.
| Pos | Team      | Wed | W | G | V | Ptn | DV | DT | +/− | Kwalificatie                     |   | BUL | SWE | CZE | ITA |
| --- | --------- | --- | - | - | - | --- | -- | -- | --- | -------------------------------- | - | --- | --- | --- | --- |
| 1   | Bulgarije | 3   | 2 | 1 | 0 | 7   | 5  | 2  | +3  | Geplaatst voor het hoofdtoernooi |   | —   | 2–1 | 2–0 | 1–1 |
| 2   | Zweden    | 3   | 2 | 0 | 1 | 6   | 7  | 3  | +4  |                                  |   | —   | —   | 3–0 | 3–1 |
| 3   | Tsjechië  | 3   | 1 | 0 | 2 | 3   | 1  | 5  | −4  |                                  | — | —   | —   | 1–0 |     |
| 4   | Italië    | 3   | 0 | 1 | 2 | 1   | 2  | 5  | −3  |                                  | — | —   | —   | —   |     |

### Groep 3
De wedstrijden werden gespeeld tussen 25 mei en 30 mei in Zwitserland.
| Pos | Team        | Wed | W | G | V | Ptn | DV | DT | +/− | Kwalificatie                     |   | ISR | GEO | SUI | CYP |
| --- | ----------- | --- | - | - | - | --- | -- | -- | --- | -------------------------------- | - | --- | --- | --- | --- |
| 1   | Israël      | 3   | 3 | 0 | 0 | 9   | 6  | 0  | +6  | Geplaatst voor het hoofdtoernooi |   | —   | 1–0 | 1–0 | 4–0 |
| 2   | Georgië     | 3   | 2 | 0 | 1 | 6   | 7  | 2  | +5  |                                  |   | —   | —   | 2–0 | 5–1 |
| 3   | Zwitserland | 3   | 1 | 0 | 2 | 3   | 2  | 3  | −1  |                                  | — | —   | —   | 2–0 |     |
| 4   | Cyprus      | 3   | 0 | 0 | 3 | 0   | 1  | 11 | −10 |                                  | — | —   | —   | —   |     |

### Groep 4
De wedstrijden werden gespeeld tussen 28 mei en 2 juni in Ierland.
| Pos | Team    | Wed | W | G | V | Ptn | DV | DT | +/− | Kwalificatie                     |   | SRB | TUR | IRL | ISL |
| --- | ------- | --- | - | - | - | --- | -- | -- | --- | -------------------------------- | - | --- | --- | --- | --- |
| 1   | Servië  | 3   | 2 | 1 | 0 | 7   | 10 | 2  | +8  | Geplaatst voor het hoofdtoernooi |   | —   | 1–1 | 3–1 | 6–0 |
| 2   | Turkije | 3   | 2 | 1 | 0 | 7   | 7  | 5  | +2  |                                  |   | —   | —   | 2–1 | 4–3 |
| 3   | Ierland | 3   | 1 | 0 | 2 | 3   | 4  | 6  | −2  |                                  | — | —   | —   | 2–1 |     |
| 4   | IJsland | 3   | 0 | 0 | 3 | 0   | 4  | 12 | −8  |                                  | — | —   | —   | —   |     |

### Groep 5
De wedstrijden werden gespeeld tussen 31 mei en 5 juni in Spanje.
| Pos | Team       | Wed | W | G | V | Ptn | DV | DT | +/− | Kwalificatie                     |   | GER | ESP | DEN | LTU |
| --- | ---------- | --- | - | - | - | --- | -- | -- | --- | -------------------------------- | - | --- | --- | --- | --- |
| 1   | Duitsland  | 3   | 3 | 0 | 0 | 9   | 9  | 1  | +8  | Geplaatst voor het hoofdtoernooi |   | —   | 3–1 | 4–0 | 2–0 |
| 2   | Spanje     | 3   | 2 | 0 | 1 | 6   | 6  | 4  | +2  |                                  |   | —   | —   | 3–1 | 2–0 |
| 3   | Denemarken | 3   | 1 | 0 | 2 | 3   | 4  | 8  | −4  |                                  | — | —   | —   | 3–1 |     |
| 4   | Litouwen   | 3   | 0 | 0 | 3 | 0   | 1  | 7  | −6  |                                  | — | —   | —   | —   |     |

### Groep 6
De wedstrijden werden gespeeld tussen 5 juni en 10 juni in Roemenië.
| Pos | Team       | Wed | W | G | V | Ptn | DV | DT | +/− | Kwalificatie                     |   | AUT | RUS | ROM | NOR |
| --- | ---------- | --- | - | - | - | --- | -- | -- | --- | -------------------------------- | - | --- | --- | --- | --- |
| 1   | Oostenrijk | 3   | 2 | 1 | 0 | 7   | 8  | 1  | +7  | Geplaatst voor het hoofdtoernooi |   | —   | 0–0 | 5–0 | 3–1 |
| 2   | Rusland    | 3   | 2 | 1 | 0 | 7   | 6  | 1  | +5  |                                  |   | —   | —   | 3–1 | 3–0 |
| 3   | Roemenië   | 3   | 1 | 0 | 2 | 3   | 4  | 8  | −4  |                                  | — | —   | —   | 3–0 |     |
| 4   | Noorwegen  | 3   | 0 | 0 | 3 | 0   | 1  | 9  | −8  |                                  | — | —   | —   | —   |     |

### Groep 7
De wedstrijden werden gespeeld tussen 28 mei en 2 juni in Portugal.
| Pos | Team        | Wed | W | G | V | Ptn | DV | DT | +/− | Kwalificatie                     |   | POR | WAL | BEL | GRE |
| --- | ----------- | --- | - | - | - | --- | -- | -- | --- | -------------------------------- | - | --- | --- | --- | --- |
| 1   | Portugal    | 3   | 3 | 0 | 0 | 9   | 9  | 4  | +5  | Geplaatst voor het hoofdtoernooi |   | —   | 3–2 | 3–2 | 3–0 |
| 2   | Wales       | 3   | 1 | 1 | 1 | 4   | 6  | 4  | +2  |                                  |   | —   | —   | 1–1 | 3–0 |
| 3   | België      | 3   | 1 | 1 | 1 | 4   | 7  | 6  | +1  |                                  | — | —   | —   | 4–2 |     |
| 4   | Griekenland | 3   | 0 | 0 | 3 | 0   | 2  | 10 | −8  |                                  | — | —   | —   | —   |     |